# Осипов Павло Дмитрович
Павло Дмитрович Осипов (1913 — 27 березня 1944) — Герой Радянського Союзу, учасник «десанту Ольшанського», стрілок 384-го окремого батальйону морської піхоти Одеської військово-морської бази Чорноморського флоту, червонофлотець.

## Біографія
Народився в 1913 році в місті Баку в сім'ї робітника. Росіянин. Жив у селі Єлизаветино Аткарского району Саратовської області. Закінчив початкову школу. Працював ковалем у радгоспі.
У Військово-Морських Силах із 1941 року. На початку Німецько-радянської війни був призваний на Чорноморський флот із запасу і направлений в окремий батальйон морської піхоти Потійської Військово-морської бази.
У травні 1943 року матрос Осипов був зарахований стрільцем 1-ї стрілецької роти в 384-й окремий батальйон морської піхоти Чорноморського флоту.
Восени 1943 року брав участь у десантних операціях у міста Азовського узбережжя: Таганрог, Маріуполь, Осипенко (нині Бердянськ). Причому в Таганрозький десантний загін він не був відібраний, але в темряві «зайцем» сів в один із човнів і брав участь у бою, за що отримав замість медалі одночасно догану за свавілля і подяку за відвагу в бою. Потім були бої на Кінбурнській косі, звільнення селищ Херсонської області Олександрівка, Богоявленське (нині Жовтневий) і Широка Балка.

## Подвиг
У другій половині березня 1944 року війська 28-ї армії почали бої за звільнення міста Миколаєва. Щоб полегшити фронтальний удар наступаючих, було вирішено висадити в порт Миколаїв десант. Зі складу 384-го окремого батальйону морської піхоти виділили групу десантників під командуванням старшого лейтенанта Костянтина Ольшанського. До неї увійшли 55 моряків, 2 зв'язківця зі штабу армії і 10 саперів. Провідником пішов місцевий рибалка Андрєєв. Одним із десантників був матрос Осипов.
Дві доби загін вів кровопролитні бої, відбив 18 запеклих атак противника, знищивши при цьому до 700 солдатів та офіцерів ворога. Під час останньої атаки фашисти застосували танки-вогнемети і отруйні речовини. Але ніщо не змогло зломити опір десантників, примусити їх скласти зброю. Вони з честю виконали бойове завдання.
28 березня 1944 року радянські війська звільнили Миколаїв. Коли наступаючі увірвалися в порт, їм постала картина того побоїща, що сталося тут: зруйновані снарядами обгорілі будівлі, понад 700 трупів фашистських солдатів та офіцерів валялися довкола, сморідно чаділо згарище. Із руїн контори порту вийшло 6 уцілілих десантників, що ледве трималися на ногах, ще 2-х відправили в госпіталь. У руїнах контори знайшли ще чотирьох живих десантників, які померли від ран у цей же день. Героїчно полягли всі офіцери, усі старшини, сержанти і чимало червонофлотців. Героїчно загинув і матрос П. Д. Осипов.
Похований у братській могилі в місті Миколаїв у сквері 68-ми десантників.
Звістка про їхній подвиг рознеслася по всій армії, по всій країні. Верховний Головнокомандувач наказав усіх учасників десанту уявити до звання Героя Радянського Союзу.
Указом Президії Верховної Ради СРСР від 20 квітня 1945 року за зразкове виконання бойових завдань командування на фронті боротьби з німецькими загарбниками і виявлені при цьому відвагу і геройство матросу Осипову Павлу Дмитровичу було присвоєно звання Героя Радянського Союзу (посмертно).
Нагороджений орденом Леніна.
Їхнім ім'ям названа вулиця міста, відкрито Народний музей бойової слави моряків-десантників. У Миколаєві у сквері імені 68-ми десантників встановлено пам'ятник. У селищі Жовтневому на березі Бузького лиману, звідки йшли на завдання десантники, встановлена меморіальна гранітна брила з пам'ятним написом.